# 格林斯堡 (馬里蘭州)
格林斯堡（英語：Greensburg）是位於美國馬里蘭州華盛頓縣的一個普查規定居民點。

## 人口
根據2020年美國人口普查的數據，格林斯堡的面積為1.05平方千米，當中陸地面積為1.05平方千米，而水域面積為0.00平方千米。當地共有人口236人，而人口密度為每平方千米224.76人。